# Robert Basmann
Robert Leon Basmann, né le 15 janvier 1926 et mort le 18 avril 2024, est un professeur en économétrie de l'université d'État de l'Iowa. Il est surtout connu pour avoir développé la méthode des doubles moindres carrés et avoir proposé des méthodes d'estimation pour les équations simultanées.